# Edmond Aman-Jean
Pour les articles homonymes, voir Aman.
Edmond Aman-Jean, pseudonyme d'Amand Edmond Jean et signant ses œuvres Aman Jean,, né à Chevry-Cossigny le 13 novembre 1858 et mort le 25 janvier 1936 à Paris 5e, est un peintre, graveur et critique d'art français.

## Biographie
Amand Edmond Jean naît à Chevry-Cossigny le 13 novembre 1858, fils d’Edmond Joseph Jean, industriel chaufournier, et de Céline Élisabeth Leblanc. Il adoptera plus tard le pseudonyme d'Aman-Jean.
Edmond Aman-Jean est l'élève d'Henri Lehmann à l'École des beaux-arts de Paris, ainsi que le condisciple de Georges Seurat, avec lequel il partage un atelier. Il se lie aussi avec les peintres symbolistes Alphonse Osbert et Alexandre Séon.
Il obtient en 1886 une bourse de voyage et part en Italie pour étudier les primitifs italiens avec Henri Martin et Ernest Laurent, ce qui renforce son goût pour les anciens et pour le décor. Avec Seurat, il travaille comme assistant à la réalisation du Le Bois sacré cher aux arts et aux muses de Puvis de Chavannes (1884, musée des Beaux-Arts de Lyon), dont on retrouve notamment l'influence dans sa Sainte Geneviève devant Paris (1885, musée des Beaux-Arts de Brest), acquise par le collectionneur parisien Simon Hayem.
Proche des milieux littéraires symbolistes, il exécute un portrait de Verlaine à l'hôpital Broussais, œuvre peinte en hiver à l'époque où le poète y soignait sa syphilis, témoignage de l'amitié qui lie les deux hommes depuis leur rencontre jusqu'à la mort du poète en 1896. Verlaine dédiera un sonnet à l'artiste pour le portrait qu'il a aimé, et séjournera les années suivantes chez le couple. Il est l'un des premiers à répondre favorablement à Joséphin Peladan, auquel il écrivit en 1892 : « Vous êtes le seul en France à pouvoir parler Esthétique et Art[réf. nécessaire] ». Il expose aux deux premiers Salons de la Rose-Croix esthétique.
Edmond Aman-Jean épouse en octobre 1892 à Paris Thadée Jacquet,, fille d'un préfet de l'Empire, elle-même peintre, qu'il représenta dans plusieurs de ses tableaux, tout comme leurs deux enfants François Aman-Jean et Céline Aman-Jean.
En juin 1899, il rejoint la Société nouvelle de peintres et de sculpteurs fondée par Gabriel Mourey. Albert Besnard le fait nommer chevalier de la Légion d'honneur en 1900 et il est promu au grade de commandeur du même ordre en 1933,.
Edmond Aman-Jean meurt à son domicile le 25 janvier 1936 dans le 5e arrondissement de Paris,. Il repose au cimetière de Château-Thierry.

Portraits d'Edmond Aman-Jean
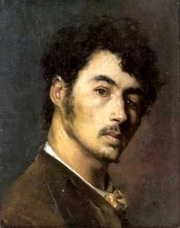
Edmond Aman-Jean, Autoportrait, localisation inconnue.
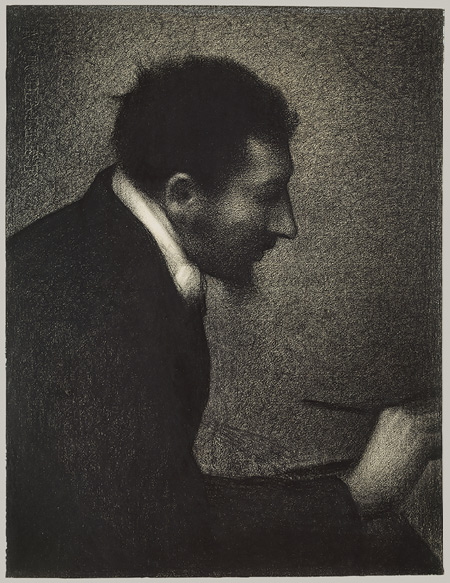
Georges Seurat, Edmond Aman-Jean (1882-1883), crayon Conté, New York, Metropolitan Museum of Art[16].

## Distinctions
- Commandeur de la Légion d'honneur

## Œuvre
Dans les années 1900, sans en faire partie, il est proche du groupe de jeunes peintres de la Bande noire.
Ayant partagé un net intérêt avec Georges Seurat et Alexandre Séon pour les théories chromatiques et le divisionnisme, il pratique toutefois au début de sa carrière un synthétisme aux couleurs sourdes. Son goût pour la fresque et la tapisserie, auxquelles on compare souvent ses œuvres de cette période, l'incline à peindre sans modelé, alliant des à-plats aux teintes subtiles à des motifs décoratifs.
Son inspiration s'attarde sur des figures de femmes rêveuses, aux attitudes délicates. En 1896, Gustave Geffroy évoquait ses figures languissamment peintes dans des colorations effacées, ravivées par un détail, une fleur au corsage ou à la chevelure, des yeux trop translucides, enchâssés comme des pierres précieuses.

## Œuvres dans les collections publiques
- États-Unis

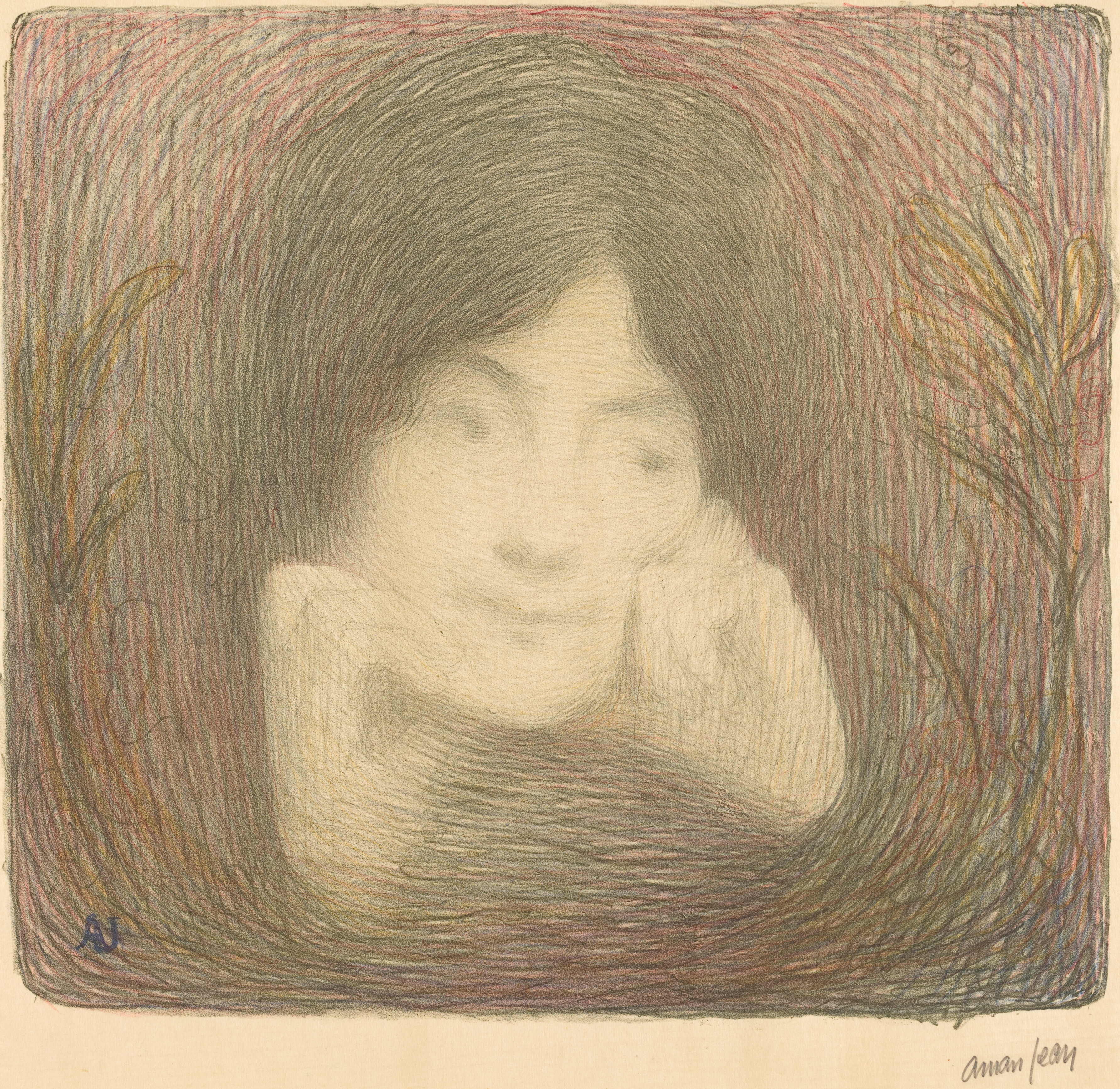
de la Comédie-Française, 1897, lithographie, Washington, National Gallery of Art.

  - Washington, National Gallery of Art :
    - Mlle Moréno de la Comédie-Française, 1897, lithographie en couleur ;
    - La Rieuse. Madame Albert Besnard, 1897, lithographie en couleur.
- France

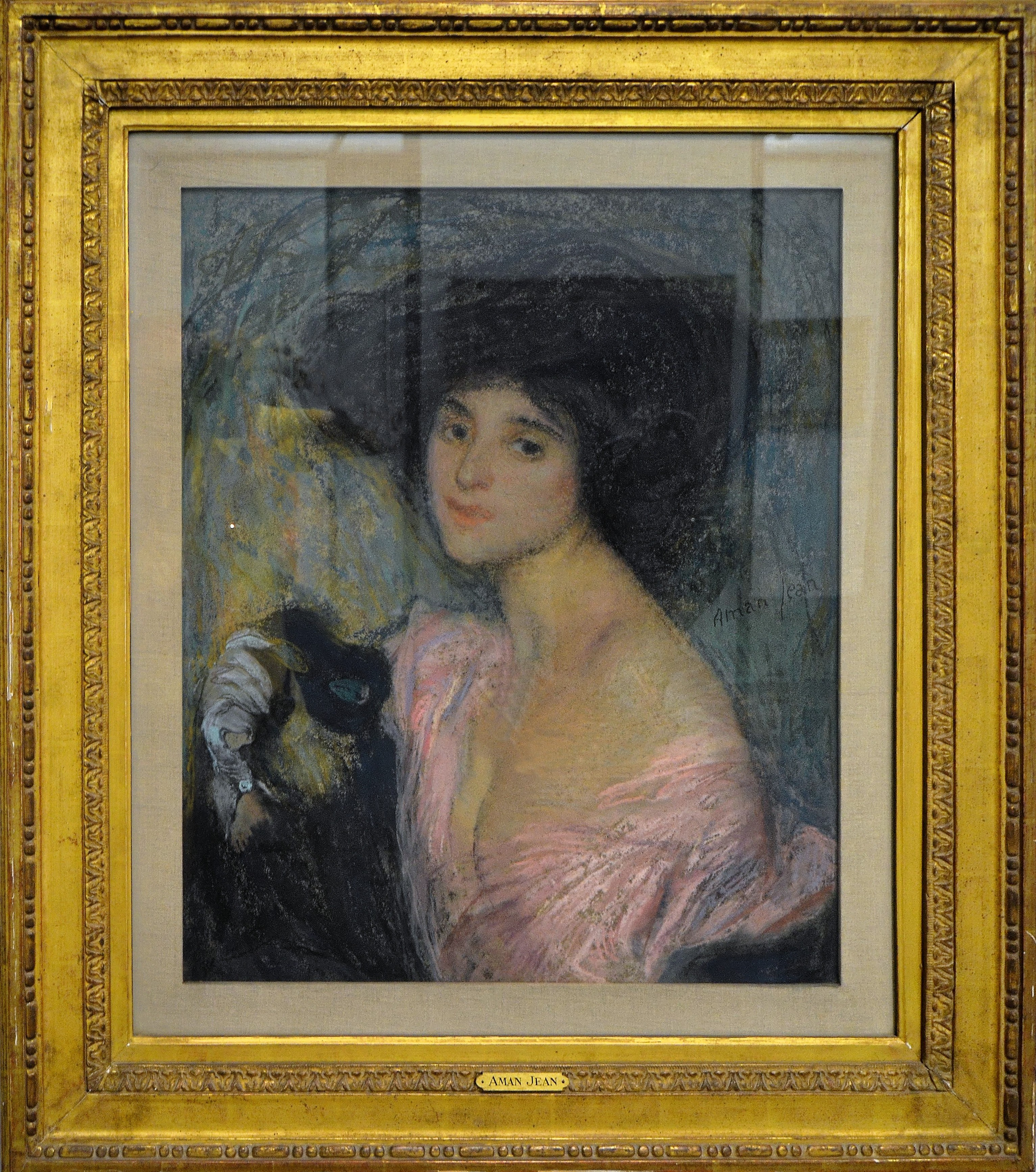
Femme au chapeau noir, Pastel (Aix-les-Bains Musée Faure)

  - Femme au chapeau noir, Pastel (Aix-les-Bains Musée Faure)Aix-les-Bains, Musée Faure : Femme au chapeau noir, vers 1906, pastel.
  - Brest, musée des Beaux-Arts : Sainte Geneviève devant Paris, 1885, huile sur toile, 74 × 101 cm[18].
  - Château-Thierry, hôtel de ville : Le Parc.
  - Dijon, musée des Beaux-Arts :
    - Femme au gant, vers 1900-1902, pastel ;
    - Portrait de Madame Ernest Chausson, 1902, huile sur toile, 125 × 104 cm[19]
    - Portrait de Line, fille de l'artiste, 1903, huile sur toile, 80 × 65 cm[20]
    - Nature morte, vers 1905, huile sur bois ;
    - Femme en robe rose, pastel, 94 × 44 cm.

  - Gray, musée Baron-Martin :
    - Jeune femme aux yeux bleus, pastel ;
    - Femme au gant blanc, vers 1905, pastel ;
    - Jeune Femme à l'écharpe jaune, ou effets de manches flottantes, vers 1905, pastel ;
    - Femme au chapeau de paille, vers 1905, pastel ;
    - Portrait de M. Edmond Pigalle, bienfaiteur du Musée, vers 1906, fusain et pastel ;
    - Étude de nu : l'abandon, vers 1905, fusain et aquarelle sur carton ;
    - Étude de tête de femme, vers 1905, pastel, détrempe et fusain/bois blanc ;
    - Portrait de femme, vers 1907, fusain et pastel ;
    - Nu au chapeau, vers 1906, fusain et pastel ;
    - Nu à la pergola, fusain et pastel ;
    - Jeune fille aux fleurs, vers 1905, huile sur toile ;
    - La Pierreuse, 1898, musée Baron-Martin, Gray.La pierreuse, pastel.

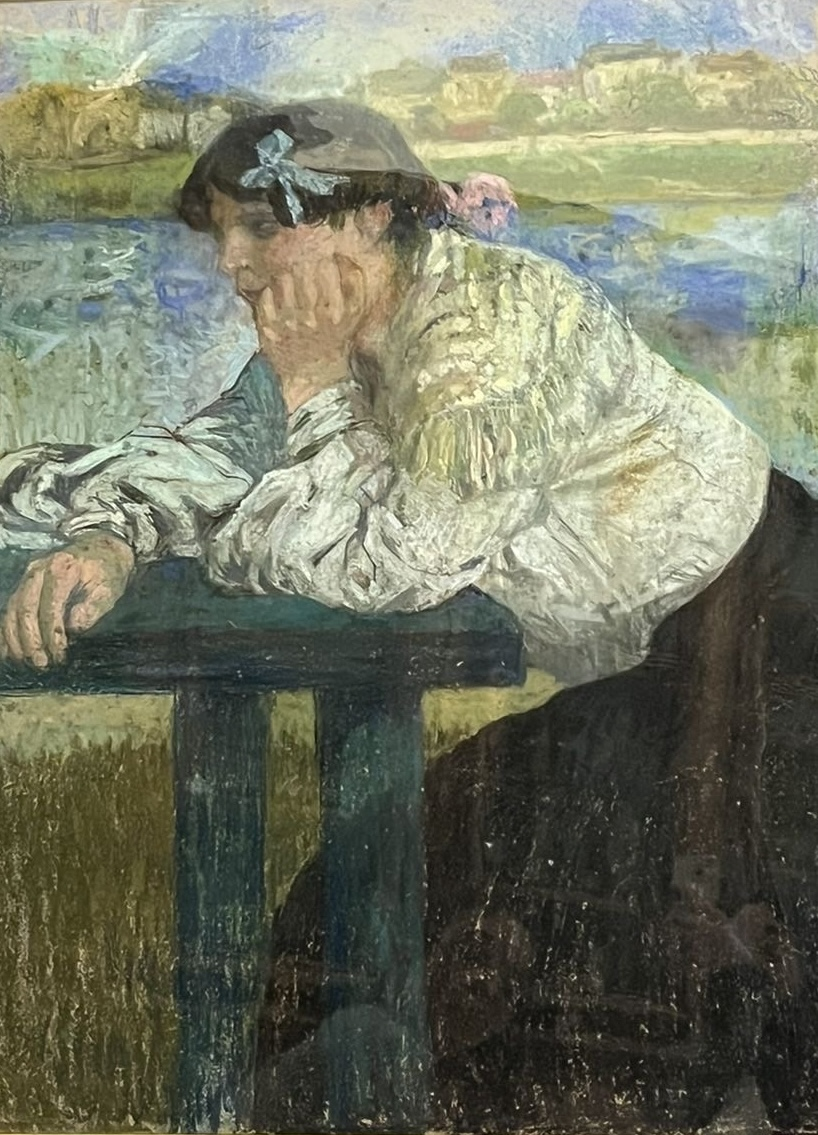
La Pierreuse, 1898, musée Baron-Martin, Gray.

    - La femme au grand chapeau et au gant blanc, lithographie ;
    - Étude de tête de femme, lithographie ;
    - La jeune fille aux fleurs, lithographie.

  - Carcassonne, musée des Beaux-Arts : Saint Julien l'Hospitalier, 1882, huile sur toile, 360 × 270 cm[21].
  - Paris :
    - Petit Palais :
      - Portrait du sculpteur Jean Dampt ;
      - Portrait d'Albert Besnard ;
      - Miss Ella Carmichael.

    - musée d'Orsay :
      - Venezia bella regina del mare, vers 1893, huile sur toile[22] ;
      - Monseigneur Pierre-Louis Péchenard, 1916, huile sur toile[23] ;
      - Femme à l'œillet, 1908, pastel[24].

  - Rouen, musée des Beaux-Arts : Les Baigneuses, huile sur toile, 92 × 73 cm.
- Roumanie
  - Bucarest, musée national d'Art de Roumanie : Confidences.
- Japon
  - Tokyo, musée national de l'Art occidental : Portrait de Mademoiselle Kuroki, 1922.

Œuvres d'Edmond Aman-Jean
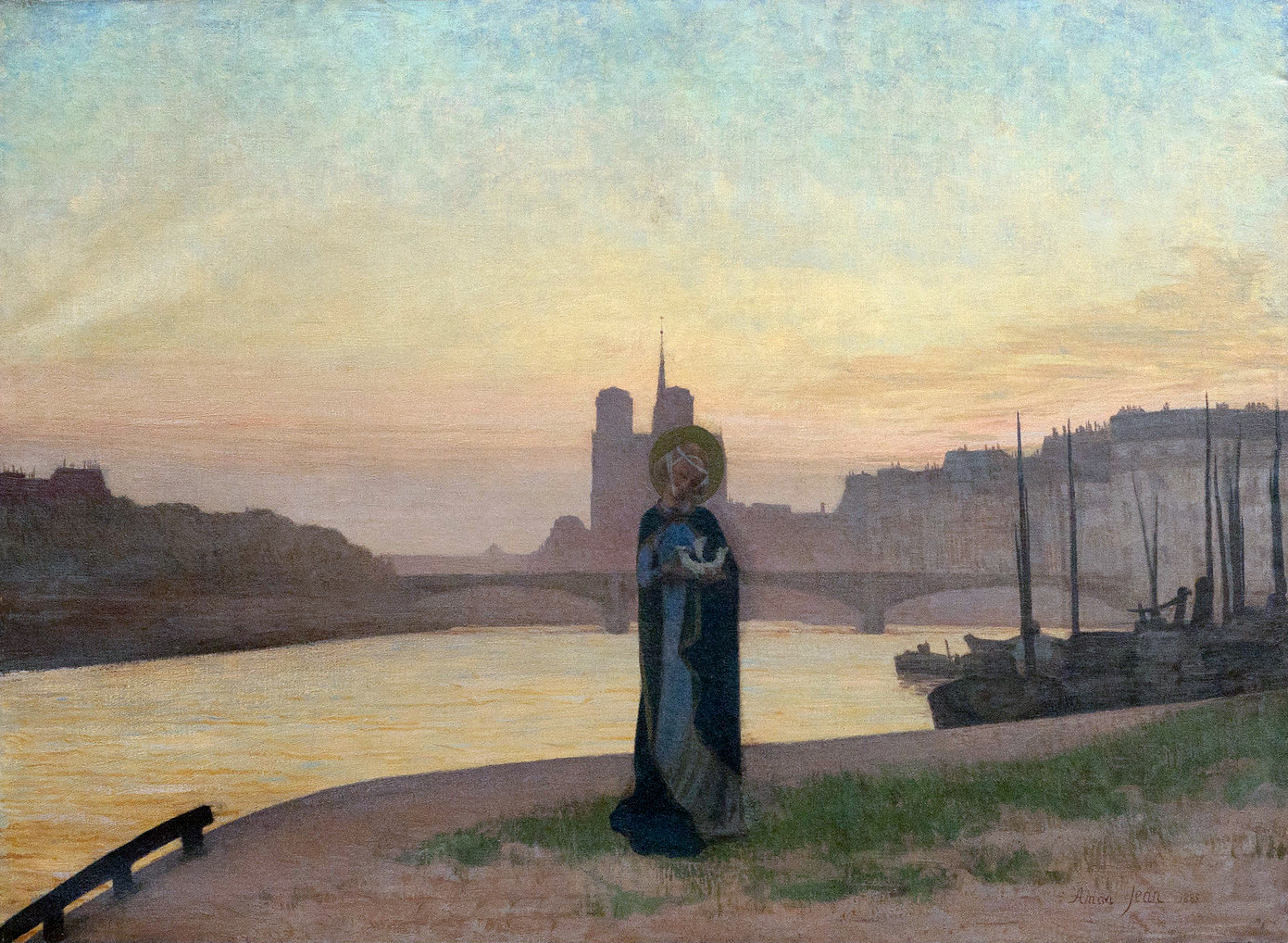
Sainte Geneviève devant Paris (1885), musée des Beaux-Arts de Brest.
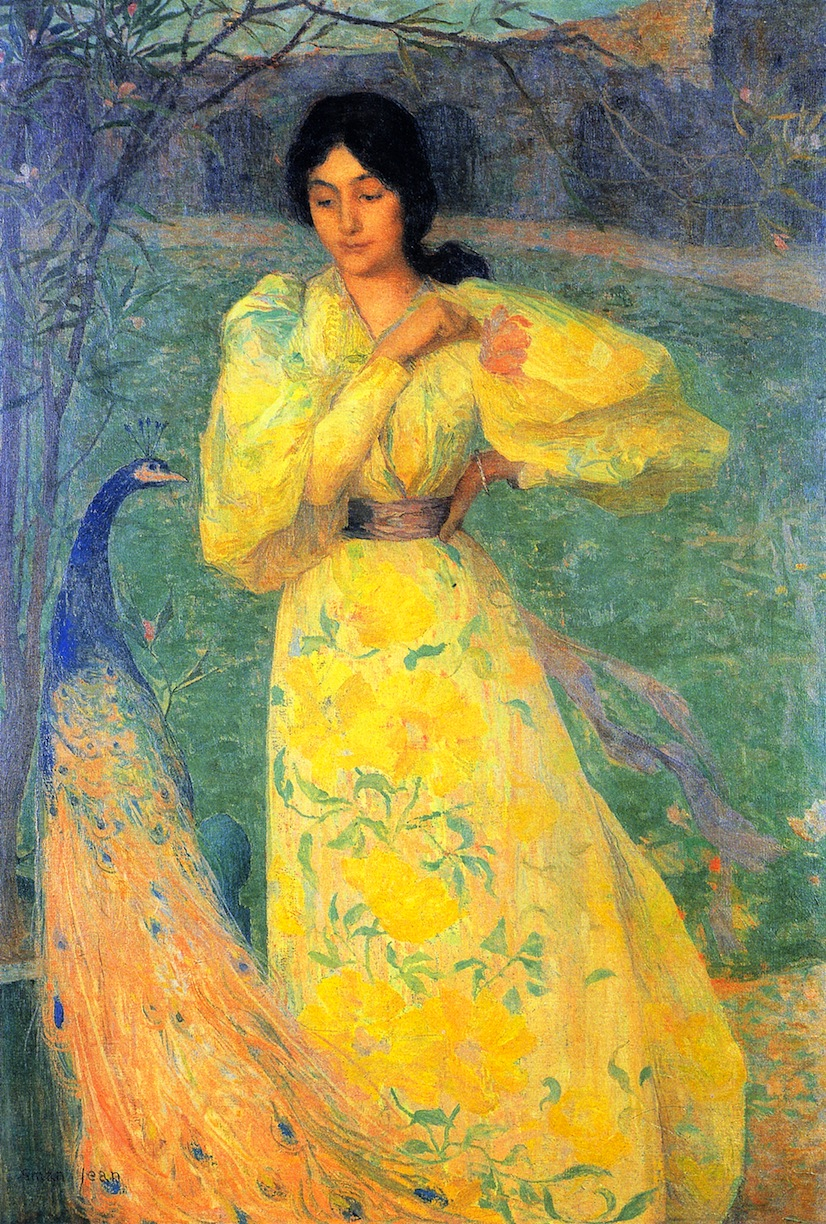
Jeune Femme au paon (1895), Paris, musée des Arts décoratifs.
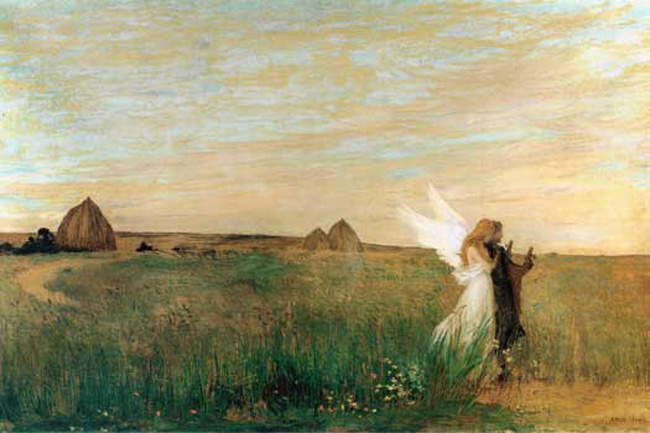
Hésiode inspiré par la muse (vers 1900), musée d'Art du comté de Los Angeles.
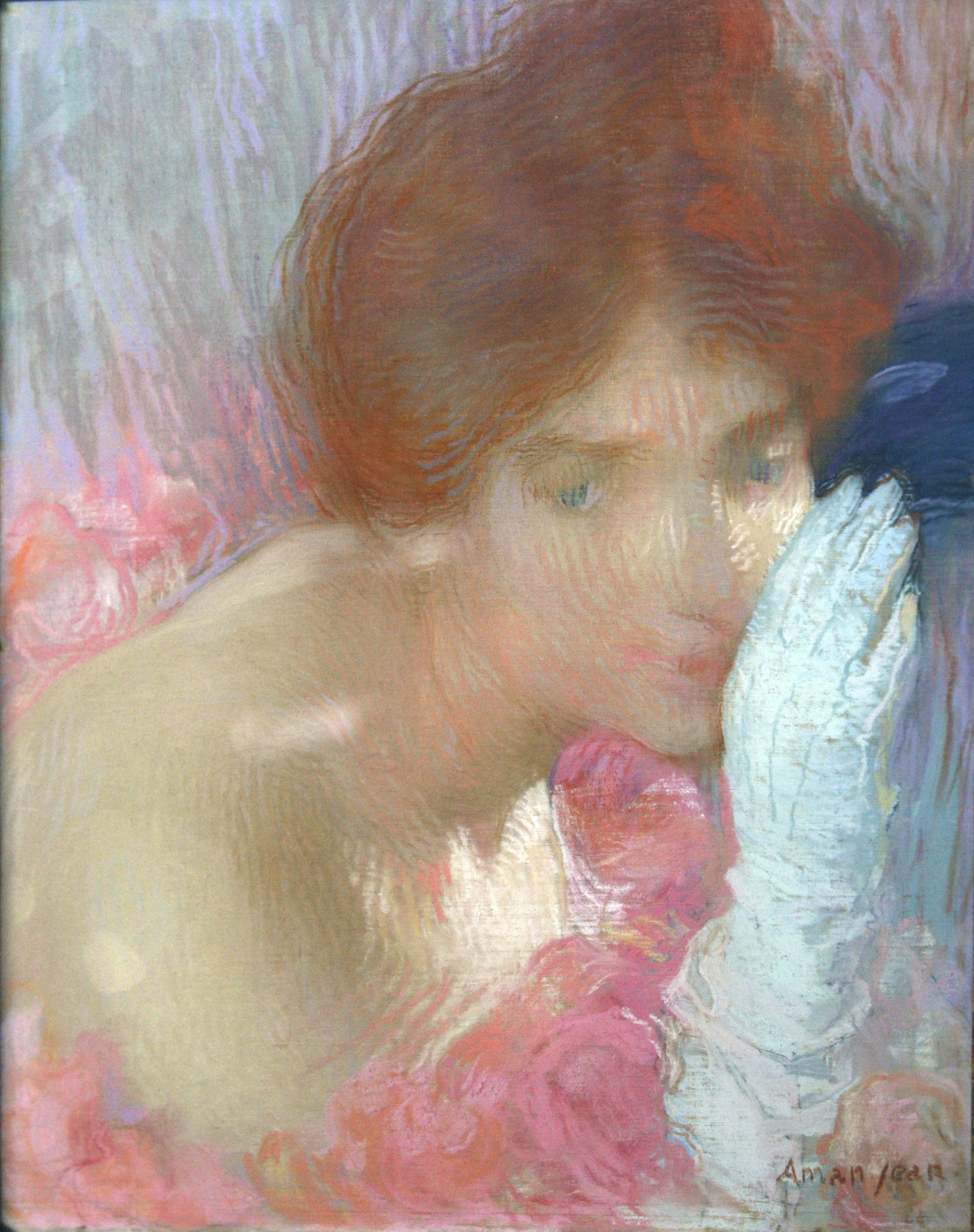
Femme au gant (vers 1900-1902), pastel, musée des Beaux-Arts de Dijon.
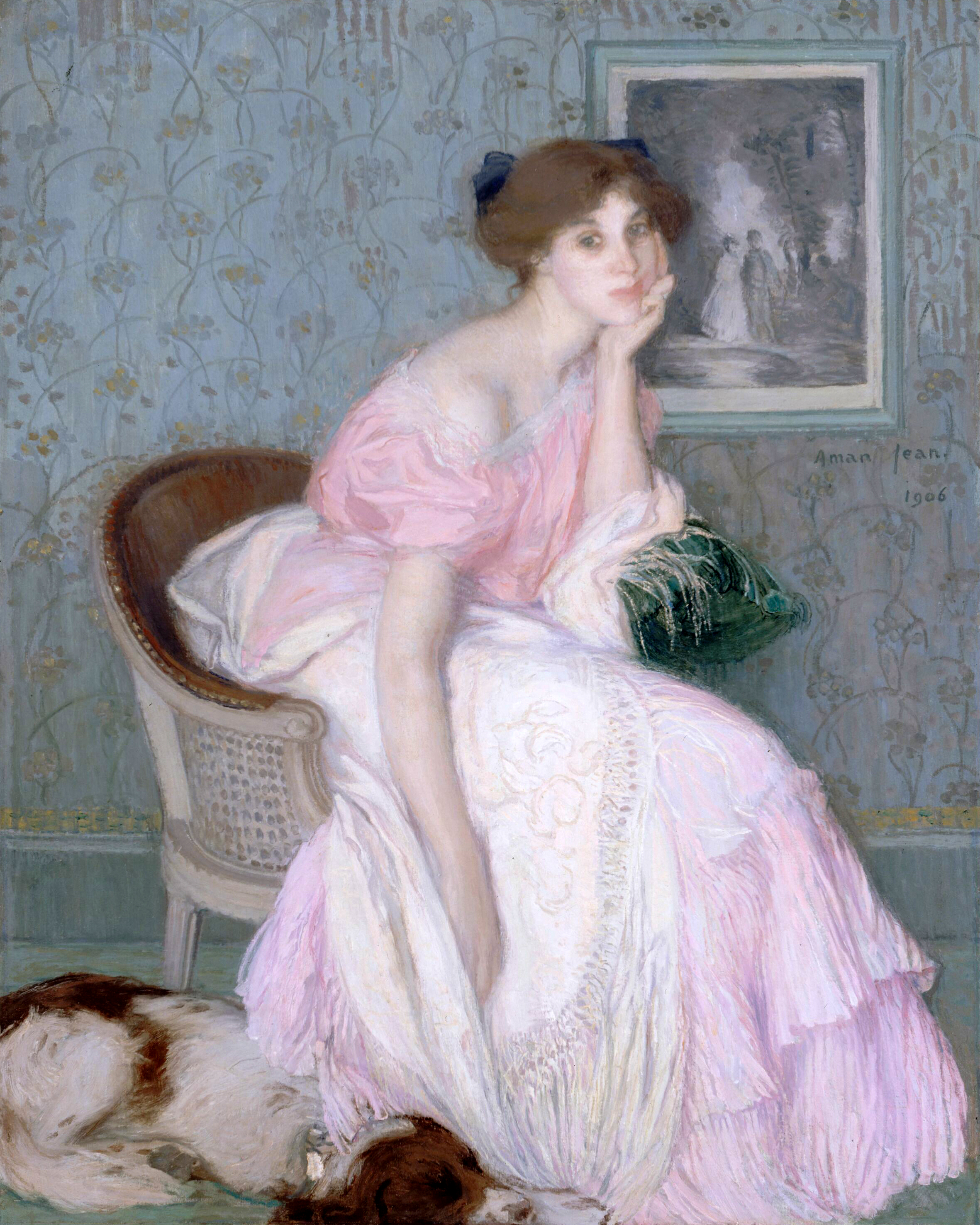
Miss Ella Carmichael (1906), Paris, Petit Palais.
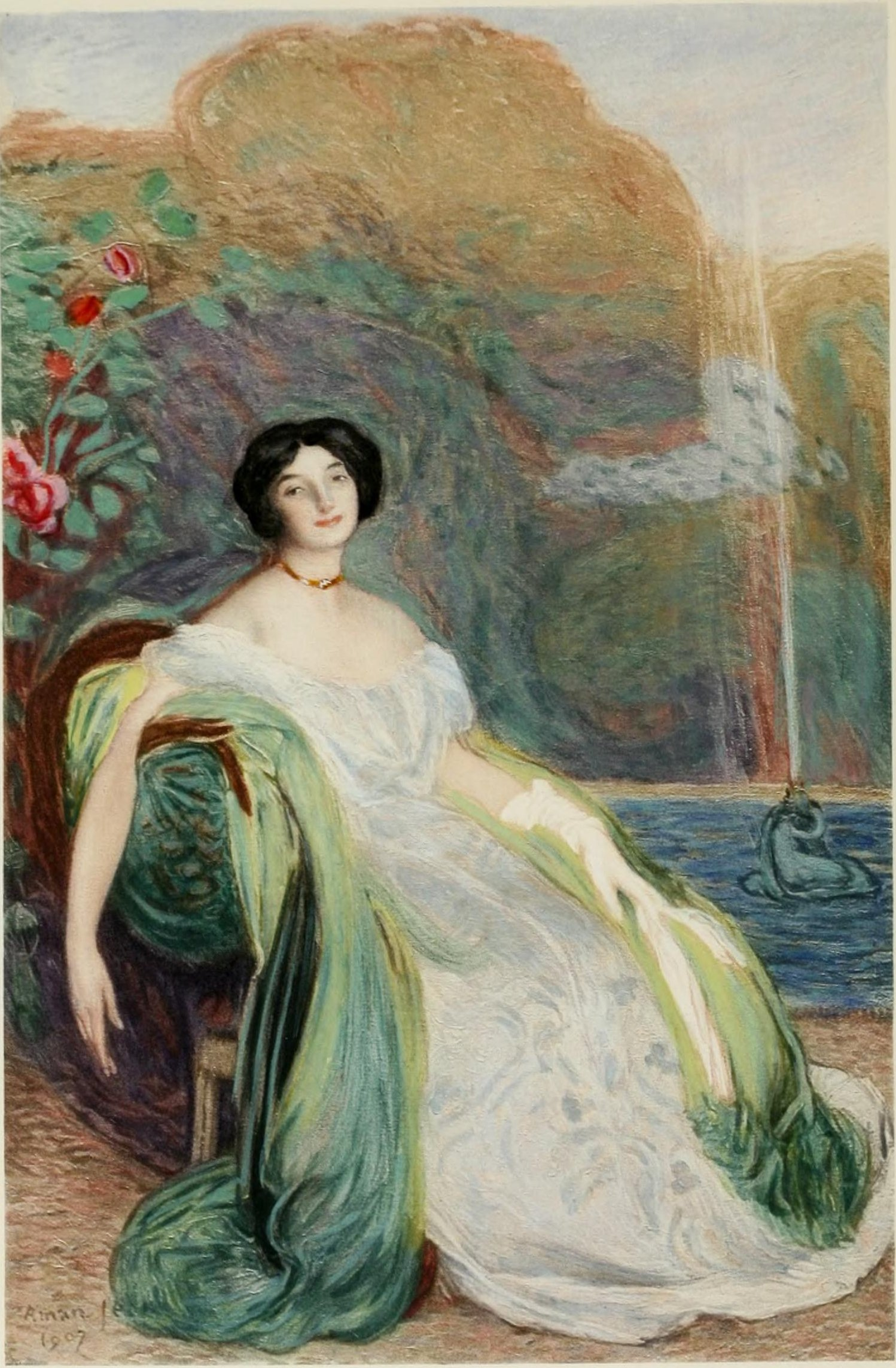
Portrait de Mademoiselle V.G. (1907), Salon de 1908, localisation inconnue.
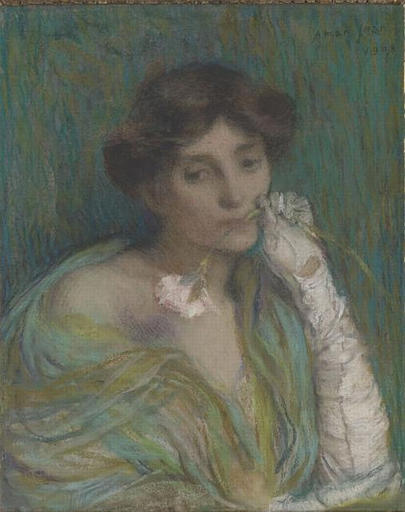
Femme à l'œillet (1908), pastel, Paris, musée d'Orsay.
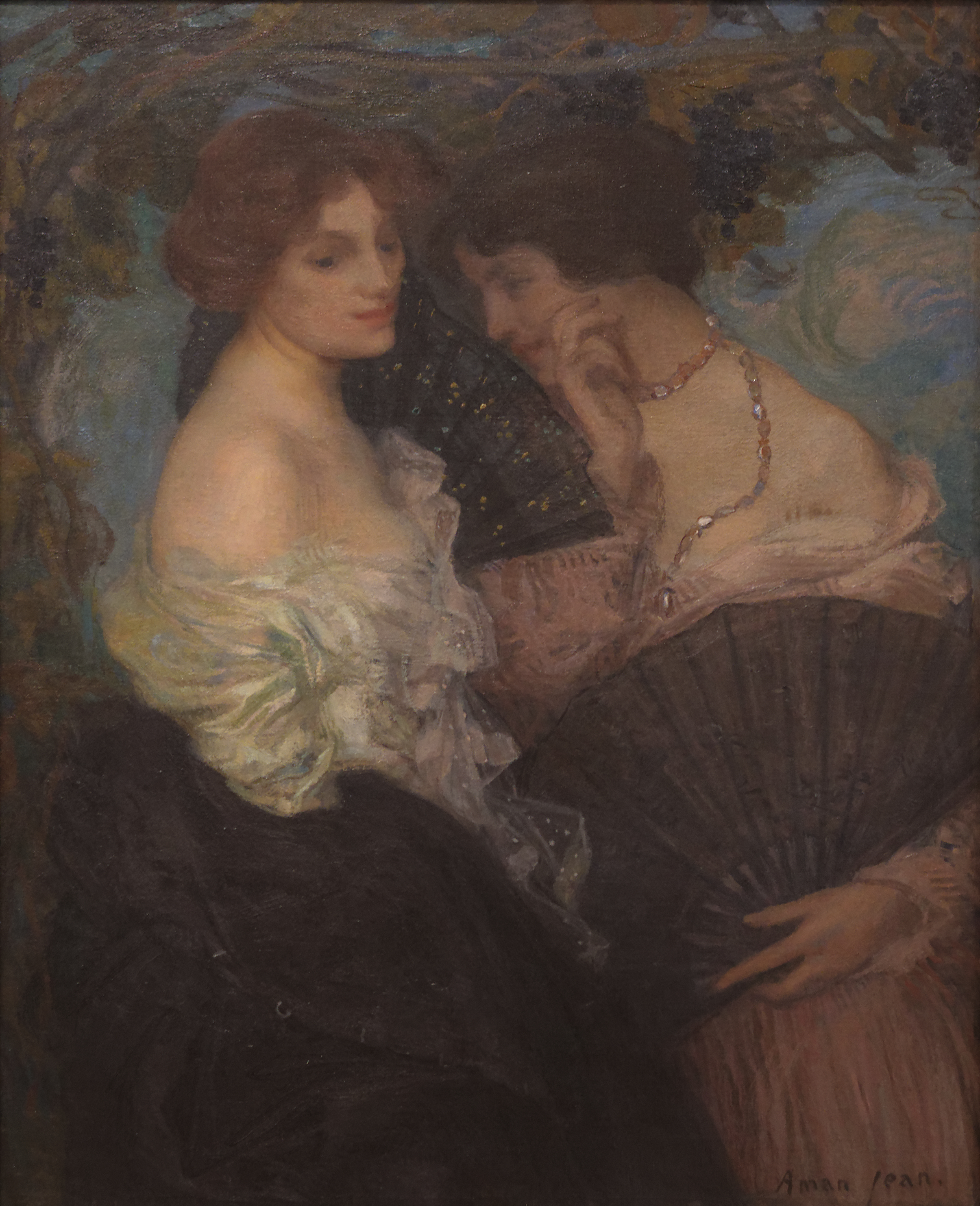
Confidences, Bucarest, musée national d'Art de Roumanie.